# Тухчар (Лакский район)
Тухчар — упразднённое село в Лакском районе Дагестана. На момент упразднения входило в состав Хурхинского сельсовета. В 1944 году все население села переселено в село Тухчар Новолакского района. Официально ликвидировано в 1947 г.

## Географическое положение
Село располагалось в 8 км к юго-востоку от районного центра — села Кумух.

## История
До вхождения Дагестана в состав Российской империи селениевходило в состав Казикумухского ханства. Затем в Шаринское сельское общество Казикумухского наибства Казикумухского округа Дагестанской области. В 1895 году селение состояло из 56 хозяйств. По данным на 1926 год село состояло из 82 хозяйств. В административном отношении входило в состав Хурхинского сельсовета Лакского района.
В 1944 году, после депортации чеченского населения с Северного Кавказа, все население села (70 хозяйств) было переселено в левобережную часть села Бильт-аул (современное Тухчар) бывшего Ауховского района.

## Население
| Год       | 1895 | 1908 | 1926 | 1939 | 1944 |
| --------- | ---- | ---- | ---- | ---- | ---- |
| Население | 293  | 302  | 252  | 276  | 295  |

По переписи 1926 года в селе проживал 252 человек (66 мужчин и 186 женщин), из которых: лакцы — 100 %. Кроме того числилось 83 отходников.
По данным второй половины XIX века, тухчарцы являлись крепостными хана.